# Bonaventura Gazzola
Bonaventura Gazolla imiona chrzcielne Domenico Giuseppe (ur. 21 kwietnia 1744 w Piacenzy, zm. 29 stycznia 1832 w Montefiascone) – włoski duchowny katolicki, franciszkanin (OFM), kardynał, biskup Montefiascone–Corneto.
W 1761 wstąpił do Zakonu Braci Mniejszych. 4 kwietnia 1767 przyjął święcenia kapłańskie. 1 czerwca 1795 został wybrany biskupem Cervii. 7 czerwca 1795 w Rzymie przyjął sakrę z rąk kardynała Giovanniego Francesca Albaniego (współkonsekratorami byli arcybiskup Gregorio Bandi i biskup Francesco Saverio Cristiani). 21 lutego 1820 przeszedł na biskupstwo Montefiascone–Corneto (wcześniej od czerwca 1814 był administratorem apostolskim tej diecezji), na którym pozostał już do śmierci. 3 maja 1824 Leon XII wyniósł go do godności kardynalskiej, a 24 maja 1824 nadał mu tytuł kardynała prezbitera Bazyliki San Bartolomeo all'Isola. Uczestniczył w Konklawe 1829 (wybierającym Piusa VIII). Nie brał udziału Konklawe 1830–1831 (wybierającym Grzegorza XVI).
Został pochowany w Katedrze św. Małgorzaty z Antiochii w Montefiascone.